# Pkill
pkill es una utilidad de la línea de comandos escrita originalmente para ser usada con el sistema operativo Solaris 7. Desde entonces, se ha reimplementado para Linux y BSD.
Como los comandos kill y killall, pkill se usa para enviar señales. El comando pkill permite usar expresiones regulares y otros criterios de selección.

## Ejemplos
Matar el proceso acroread creado más recientemente:
```
$
 
pkill
 
-n
 
acroread

```

Enviar la señal USR1 al proceso acroread:
```
$
 
pkill
 
-USR1
 
acroread

```